# Бахман (месяц)
Бахман (перс. بهمن‎, произн. [bæhmæn]) — одиннадцатый месяц иранского календаря, состоит из 30 дней и является вторым зимним месяцем. В григорианском календаре соответствует 21 января — 19 февраля.
В персидском языке имя месяца также перенесено на явления, характерные для этого времени года в Иране: подснежник и снежную лавину. В зороастрийском календаре, помимо этого, Бахману посвящён 2-й день каждого месяца. Месяцу соответствует знак зодиака Водолей.

## Этимология
Большая часть месяцев в иранском календаре носят имена зороастрийских язат. Месяц Бахман происходит от авестийского Воху Мана, vohu- manah-, что означает «Благой Помысел». Воху Мана в зороастризме — божественное существо, приближенное к Ахура Мазде. Выступает как защитник человека и его животных.

## События
- 12 бахмана 1357 (1 февраля 1979) — Прибытие Имама Хомейни в Иран

## Праздники
- 22 бахмана (11 февраля) — День победы исламской революции в Иране (перс. پیروزی انقلاب)
- 29 бахмана (18 февраля) — Сепандармаз (зороастр.) женский день или день любви, когда поздравляют матерей и жен[3]

## Упоминание
Месяц упоминается в современном гимне Ирана, принятом в 1990 году:

Вверх над горизонтом взошло Солнце с Востока,
Свет в глазах Верующих в истину.
Месяц Бахман — сияние нашей Веры.
Твоё послание, о Имам, о Независимости и Свободе
отпечатано в наших душах.
(…)